# Ouville-la-Rivière
Ouville-la-Rivière és un municipi francès situat al departament del Sena Marítim i a la regió de Normandia. L'any 2014 tenia 518 habitants.

## Demografia

### Població
El 2007 la població de fet d'Ouville-la-Rivière era de 580 persones. Hi havia 242 famílies de les quals 63 eren unipersonals (25 homes vivint sols i 38 dones vivint soles), 83 parelles sense fills, 83 parelles amb fills i 13 famílies monoparentals amb fills.
La població ha evolucionat segons el següent gràfic:
Habitants censats

### Habitatges
El 2007 hi havia 275 habitatges, 241 eren l'habitatge principal de la família, 15 eren segones residències i 19 estaven desocupats. 253 eren cases i 18 eren apartaments. Dels 241 habitatges principals, 185 estaven ocupats pels seus propietaris, 52 estaven llogats i ocupats pels llogaters i 4 estaven cedits a títol gratuït; 1 tenia una cambra, 11 en tenien dues, 26 en tenien tres, 54 en tenien quatre i 148 en tenien cinc o més. 180 habitatges disposaven pel capbaix d'una plaça de pàrquing. A 125 habitatges hi havia un automòbil i a 92 n'hi havia dos o més.

### Piràmide de població
La piràmide de població per edats i sexe el 2009 era:
| Homes | Edats   | Dones |
| ----- | ------- | ----- |
| 0     | 95 o +  | 0     |
| 0     | 90 a 94 | 0     |
| 0     | 85 a 89 | 0     |
| 4     | 80 a 84 | 8     |
| 8     | 75 a 79 | 20    |
| 16    | 70 a 74 | 4     |
| 20    | 65 a 69 | 24    |
| 28    | 60 a 64 | 24    |
| 16    | 55 a 59 | 12    |
| 20    | 50 a 54 | 36    |
| 28    | 45 a 49 | 24    |
| 20    | 40 a 44 | 32    |
| 28    | 35 a 39 | 24    |
| 28    | 30 a 34 | 12    |
| 20    | 25 a 29 | 0     |
| 16    | 20 a 24 | 16    |
| 32    | 15 a 19 | 8     |
| 20    | 10 a 14 | 12    |
| 12    | 5 a 9   | 16    |
| 12    | 0 a 4   | 8     |

## Economia
El 2007 la població en edat de treballar era de 350 persones, 260 eren actives i 90 eren inactives. De les 260 persones actives 240 estaven ocupades (129 homes i 111 dones) i 19 estaven aturades (9 homes i 10 dones). De les 90 persones inactives 34 estaven jubilades, 34 estaven estudiant i 22 estaven classificades com a «altres inactius».

### Ingressos
El 2009 a Ouville-la-Rivière hi havia 227 unitats fiscals que integraven 559 persones, la mediana anual d'ingressos fiscals per persona era de 18.228 €.

### Activitats econòmiques
Dels 46 establiments que hi havia el 2007, 3 eren d'empreses extractives, 3 d'empreses alimentàries, 1 d'una empresa de fabricació de material elèctric, 6 d'empreses de fabricació d'altres productes industrials, 4 d'empreses de construcció, 7 d'empreses de comerç i reparació d'automòbils, 2 d'empreses de transport, 3 d'empreses d'hostatgeria i restauració, 4 d'empreses financeres, 2 d'empreses immobiliàries, 5 d'empreses de serveis, 3 d'entitats de l'administració pública i 3 d'empreses classificades com a «altres activitats de serveis».
Dels 10 establiments de servei als particulars que hi havia el 2009, 1 era una oficina de correu, 1 taller de reparació d'automòbils i de material agrícola, 1 paleta, 1 fusteria, 1 lampisteria, 3 perruqueries, 1 veterinari i 1 restaurant.
Dels 5 establiments comercials que hi havia el 2009, 3 eren fleques, 1 una botiga de roba i 1 una botiga de material de revestiment de parets i terra.
L'any 2000 a Ouville-la-Rivière hi havia 13 explotacions agrícoles.

## Equipaments sanitaris i escolars
L'únic equipament sanitari que hi havia el 2009 era una farmàcia.
El 2009 hi havia una escola elemental integrada dins d'un grup escolar amb les comunes properes formant una escola dispersa.

## Poblacions més properes
El següent diagrama mostra les poblacions més properes.